# Wello Rivas
Manuel (Wello) Rivas Ávila (18 de febrero de 1913 - 12 de enero de 1990) fue un músico y compositor mexicano de canciones populares, nacido en Mérida, Yucatán y fallecido en la Ciudad de México. Es un representante de la tradicional trova yucateca.

## Datos biográficos
Fue el segundo de los cuatro hijos de Fernando Rivas Boffarull y de Isabel Ávila Rosado. Se trasladó a vivir a la Ciudad de México con su familia desde temprana edad. Ahí, impulsado por sus padres, aprendió a tocar la guitarra y cultivó su afición por la música hasta volverse profesional de ella.[cita requerida]
En 1936, fue contratado para trabajar en su primer plan estelar para la radio en auditorio abierto junto con Rafael Hernández y Margarita Romero. Las transmisiones se mantuvieron durante más de cuatro años en los primeros lugares de audiencia. Trabajó para la radio nacional de su país en las estaciones con mayor auditorio: la XEW, la XEX, Radio Mil y la XEQ. En esta última tuvo programas de gran audiencia con la artista Amparo Montes.[cita requerida]
Es autor de la letra de 100 canciones registradas en la SACM: Llegaste Tarde, Cenizas, Quisiera ser Golondrina, Callecita, Crepuscular, Obsesión, Mendigo de amor, Volverás a mi, Ayer y hoy, Algo, El jardinero, Tarde o temprano y Con las alas rotas, entre otras.[cita requerida]
Un retrato al óleo de Wello Rivas, en su memoria, forma parte de la colección de retratos en la galería de honor del Museo de la Canción Yucateca.[cita requerida]